# Château du Pont d'Avignon
Le château du Pont d'Avignon (ou château du Mousty) est un château en ruines classé situé à Nismes, village de la commune belge de Viroinval situé dans la région de la Calestienne  au sud de l'Entre-Sambre-et-Meuse, en province de Namur. 
Le site du château et de sa chapelle castrale a ensuite été occupé par l'ancienne église fortifiée Saint-Lambert et son cimetière.

## Localisation
Les ruines du château se dressent au centre du village de Nismes entre la rue d'Avignon, la rue Vieille Église et la rue Saint-Antoine, sur une butte dominant le village appelée le « Mousty » ou le « Pont d'Avignon », près de la résurgence de l'Eau Noire,,.

## Origine du nom
Le nom du château est dû à un des baillis représentant le prince-évêque de Liège à Nismes, Jean d'Avignon, qui donna son nom au quartier, à la rue et au château.

## Historique
Un premier oratoire chrétien, le « Moustier », fut bâti sous le royaume franc au VIe ou  VIIe siècle à l'emplacement du temple païen, ou fanum, qui se dressait sur cette colline.
En 1096, Otbert (prince-évêque de Liège de 1091 à 1119) rachète le château-fort à Bauduin de Mons et le rase. Henri II de Leez (prince-évêque de Liège de 1145 à 1164) le fait rebâtir en pierre en 1148.
La chapelle castrale fortifiée sert d'église paroissiale durant tout le Moyen Âge. La dédicace de l'église à saint Lambert pourrait indiquer qu'elle ne fut érigée qu'après la vente de la châtellenie de Couvin à l'évêque de Liège.
Le château et sa chapelle sont détruits en 1554 par les troupes françaises,, lors des guerres de Charles-Quint.
Reconstruite en 1606,, l'église paroissiale Saint-Lambert et son cimetière fortifié occupent le site jusqu'en 1845, moment où l'église est désaffectée au profit de la nouvelle église Saint-Lambert, édifiée en 1829-1830 plus bas face au pont et à la rivière. Finalement, l'ancienne église est démolie en 1890,.
Le site a fait l'objet de fouilles en 1935 et en 1974,.
Il fait l'objet d'un classement au titre des monuments historiques depuis le 15 janvier 1936 sous la référence 93090-CLT-0009-01.

## Architecture

### Le château-fort
Le site des ruines de l'ancien château-fort, de l'ancienne église paroissiale Saint-Lambert et de l'ancien cimetière fortifié prend plus ou moins la forme d'un quadrilatère orienté du nord-est au sud-ouest et bordé par la rue Saint-Antoine au nord, la rue Vieille Église à l'est et la rue d'Avignon au sud.
Il ne reste de l'ancien château-fort qu'une tour située à l'angle nord-ouest de ce quadrilatère ainsi qu'une portion de muraille ancrée sur le rocher le long de la rue Saint-Antoine, au nord du quadrilatère et une autre au sud de la tour.
La tour est une tour circulaire de trois niveaux édifiée en moellons et couverte d'une toiture octogonale en ardoises à coyau portée par des corbeaux de bois,.
Elle est percée, au nord, d'une porte orientée vers la rue Saint-Antoine, à l'est, d'une meurtrière et d'une petite baie à bossages et, au sud-est, une porte murée à linteau de bois qui donnait jadis accès à la courtine.

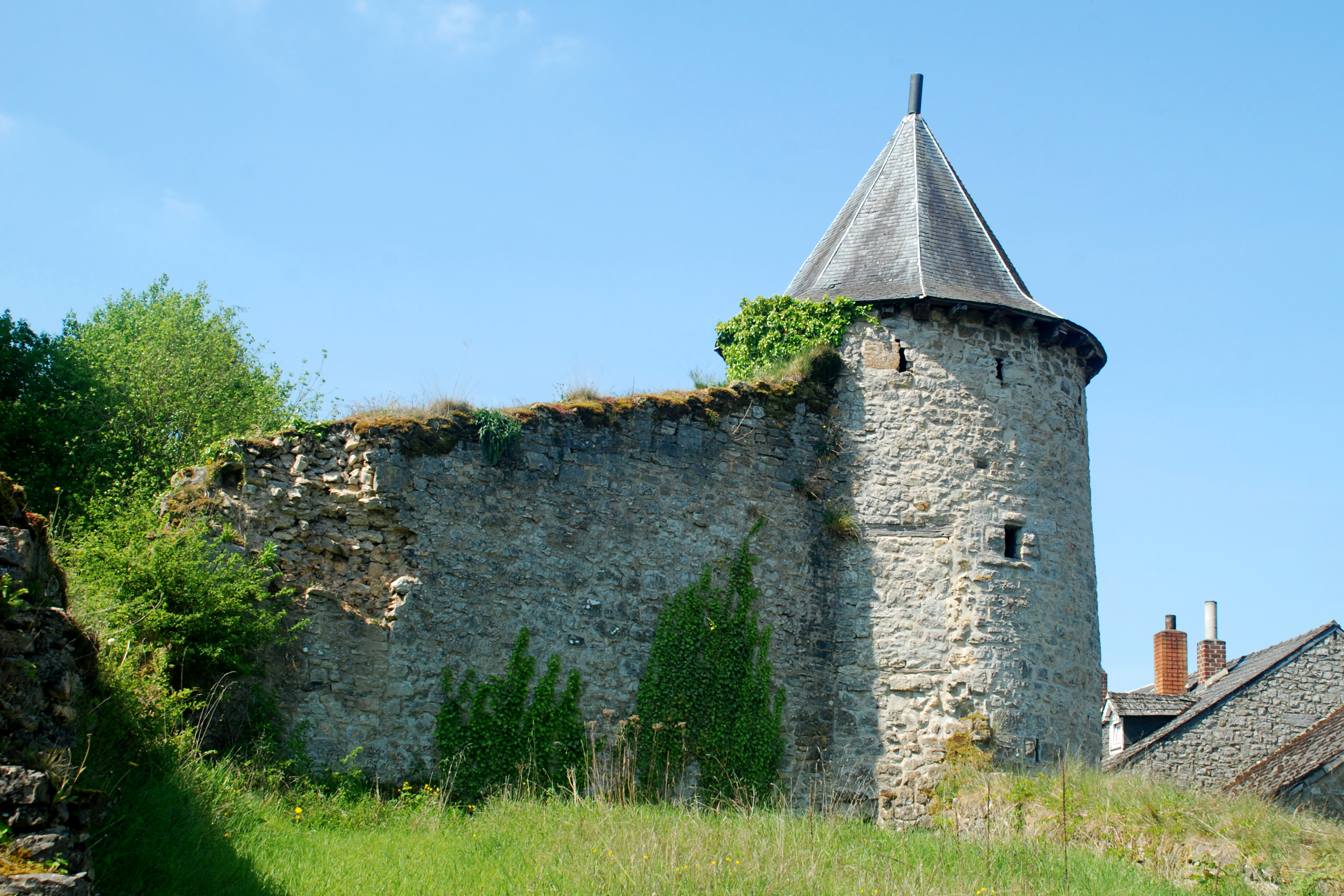
La courtine  et la tour vues du cimetière.
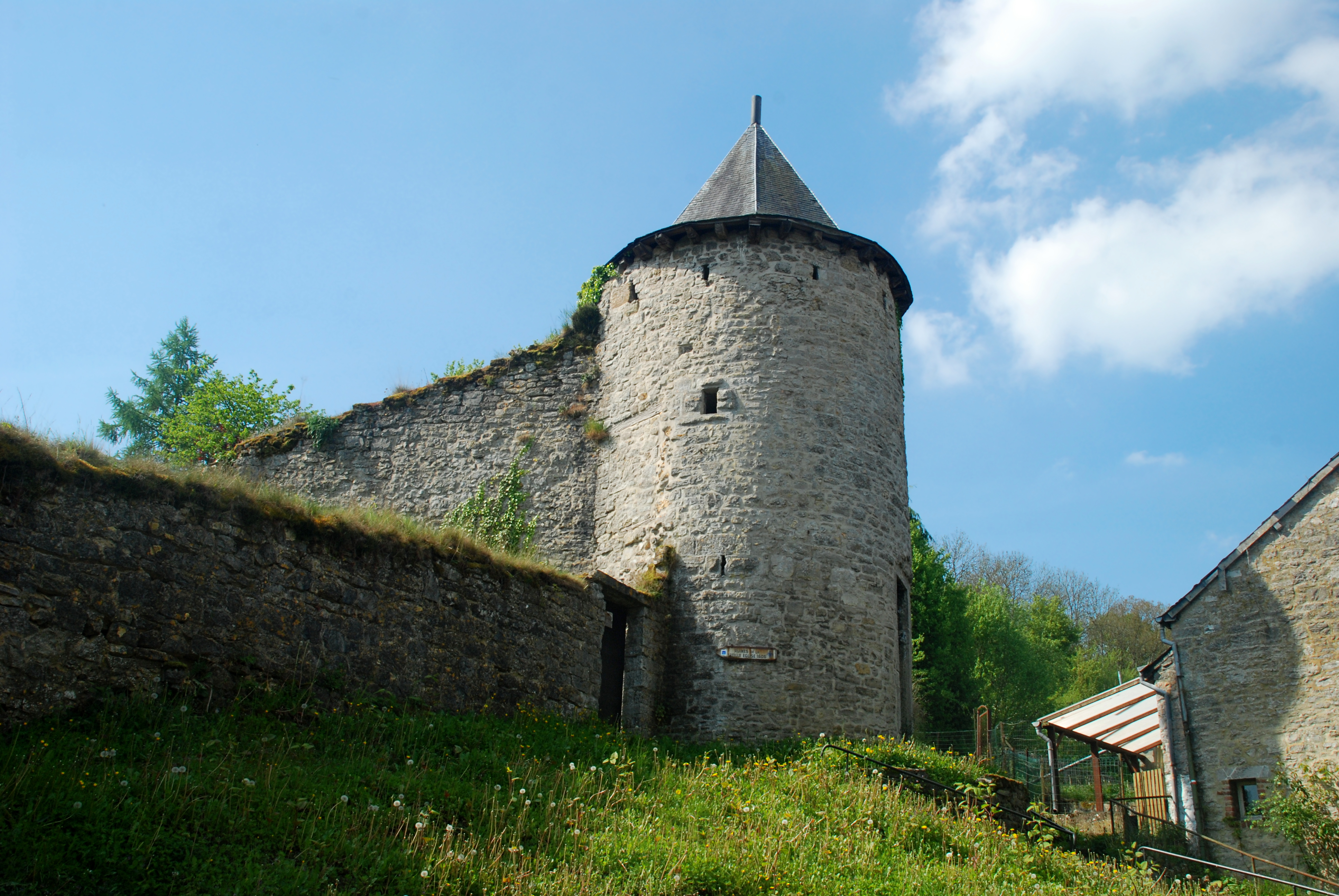
La tour vue de la rue Saint-Antoine.

### L'église fortifiée

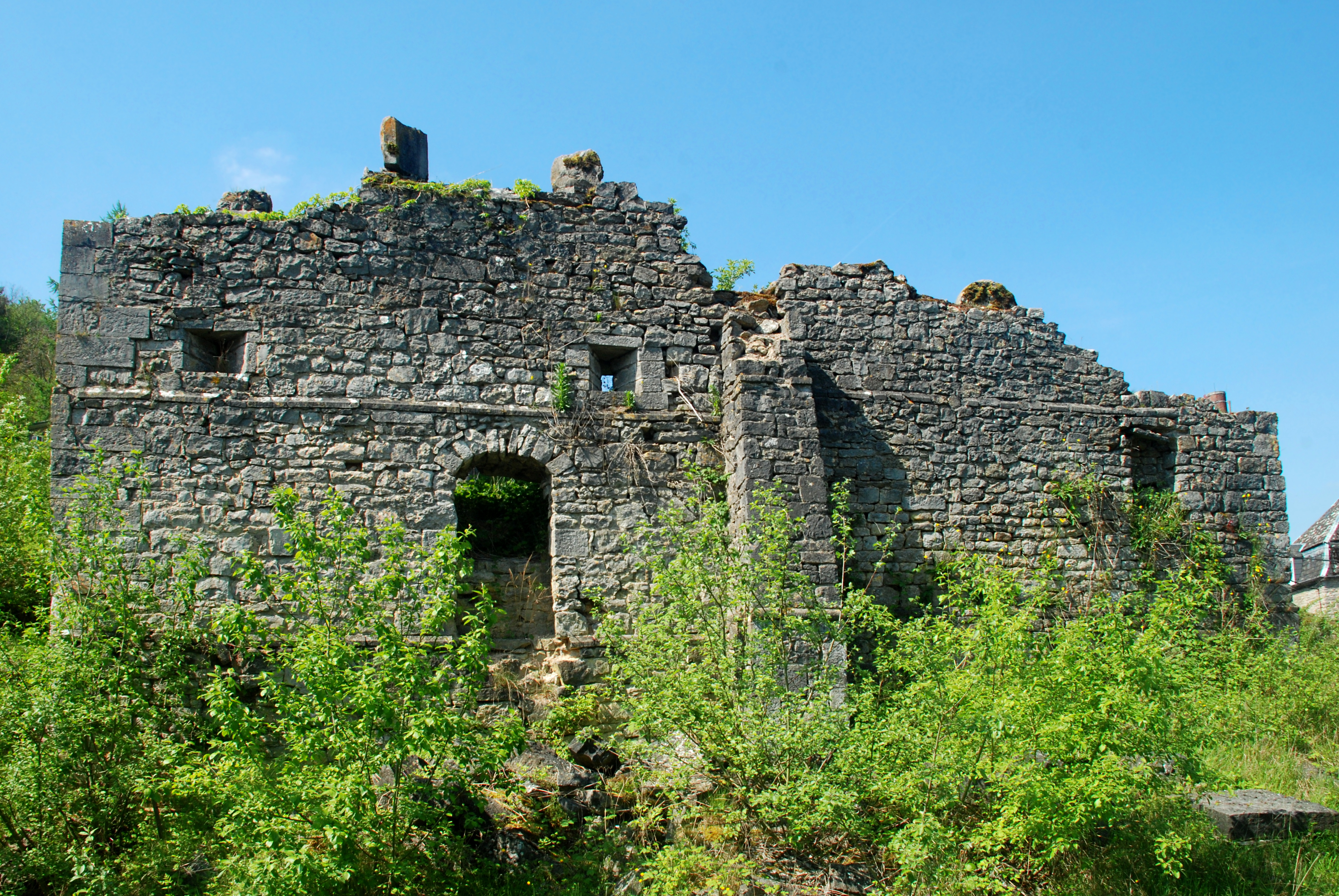
Le chevet de l'église fortifiée et ses canonnières.

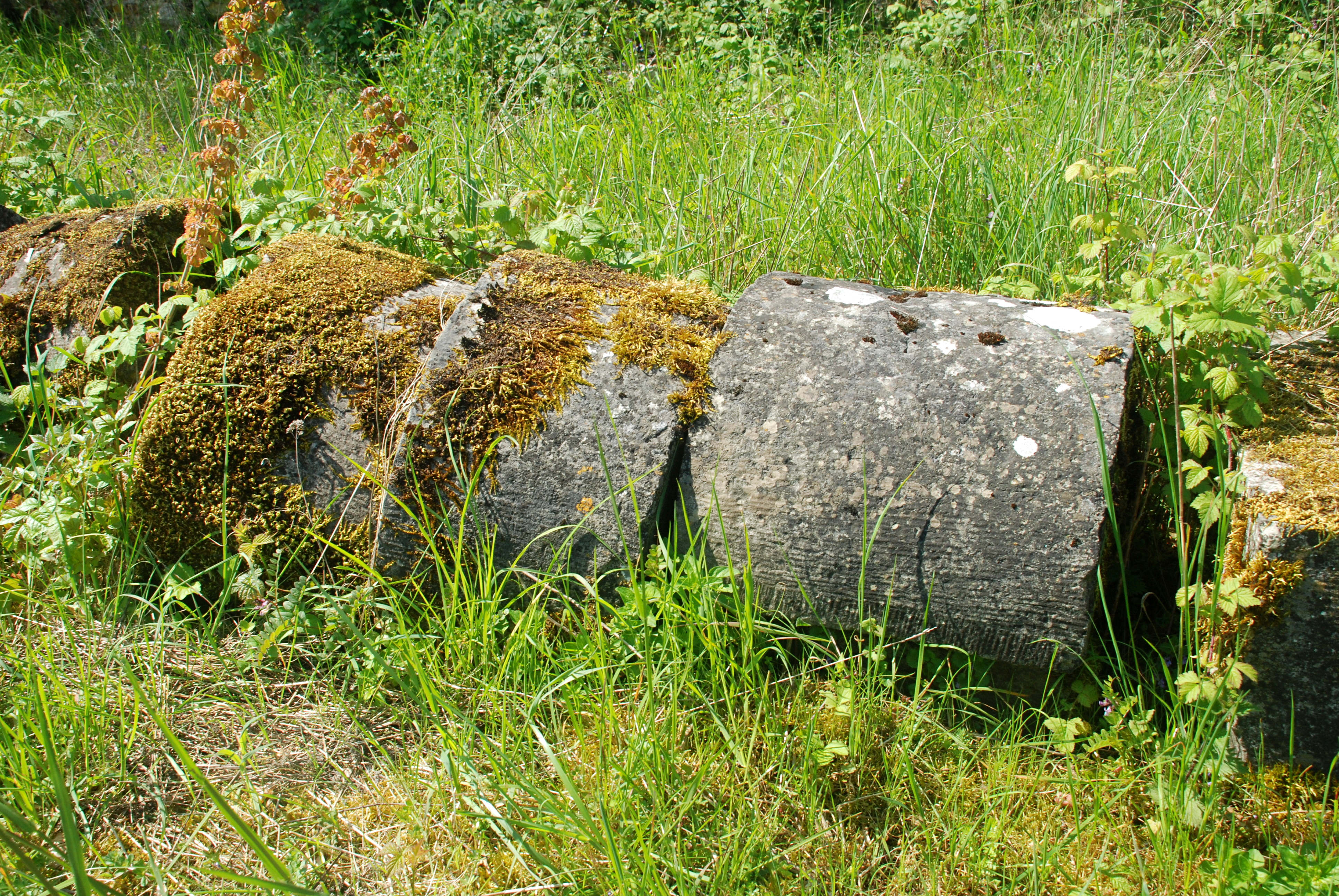
Vestiges de colonne toscane.

La partie occidentale du quadrilatère fortifié est occupé par les ruines de l'ancienne église paroissiale Saint-Lambert, orientée elle aussi  du nord-est au sud-ouest.
L'église est probablement composé de deux parties :
- un vaisseau mononef du XVIe siècle, au sud, dont on conserve une haute baie gothique (ou ogivale) qui fut partiellement reconstituée lors des fouilles de 1935[1],[2] ;
- deux nefs supplémentaires ajoutées au début du XVIIe siècle, au nord, dont les ruines présentent encore les vestiges de six colonnes de style toscan[2] (néo-classique), dont l'une est encore debout.

À l'est, le chevet est divisé en deux par un puissant contrefort qui cache la jonction des deux parties de l'église. À gauche de ce contrefort, le chevet est percé d'une porte en anse de panier, surmontée d'un cordon de pierre et de deux canonnières, refaites au début du XVIIe siècle au moment de l'agrandissement de l'église.

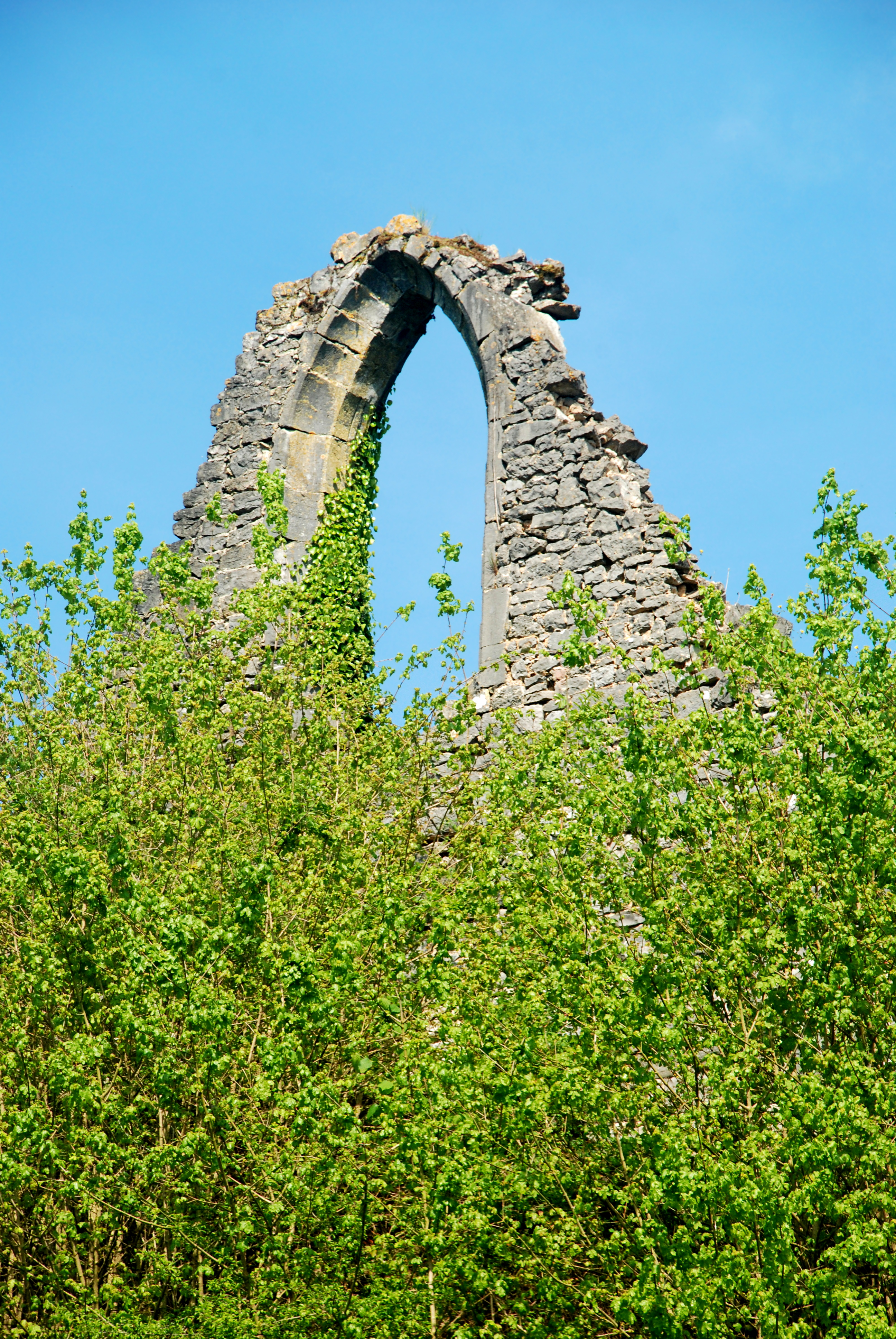
Baie gothique.
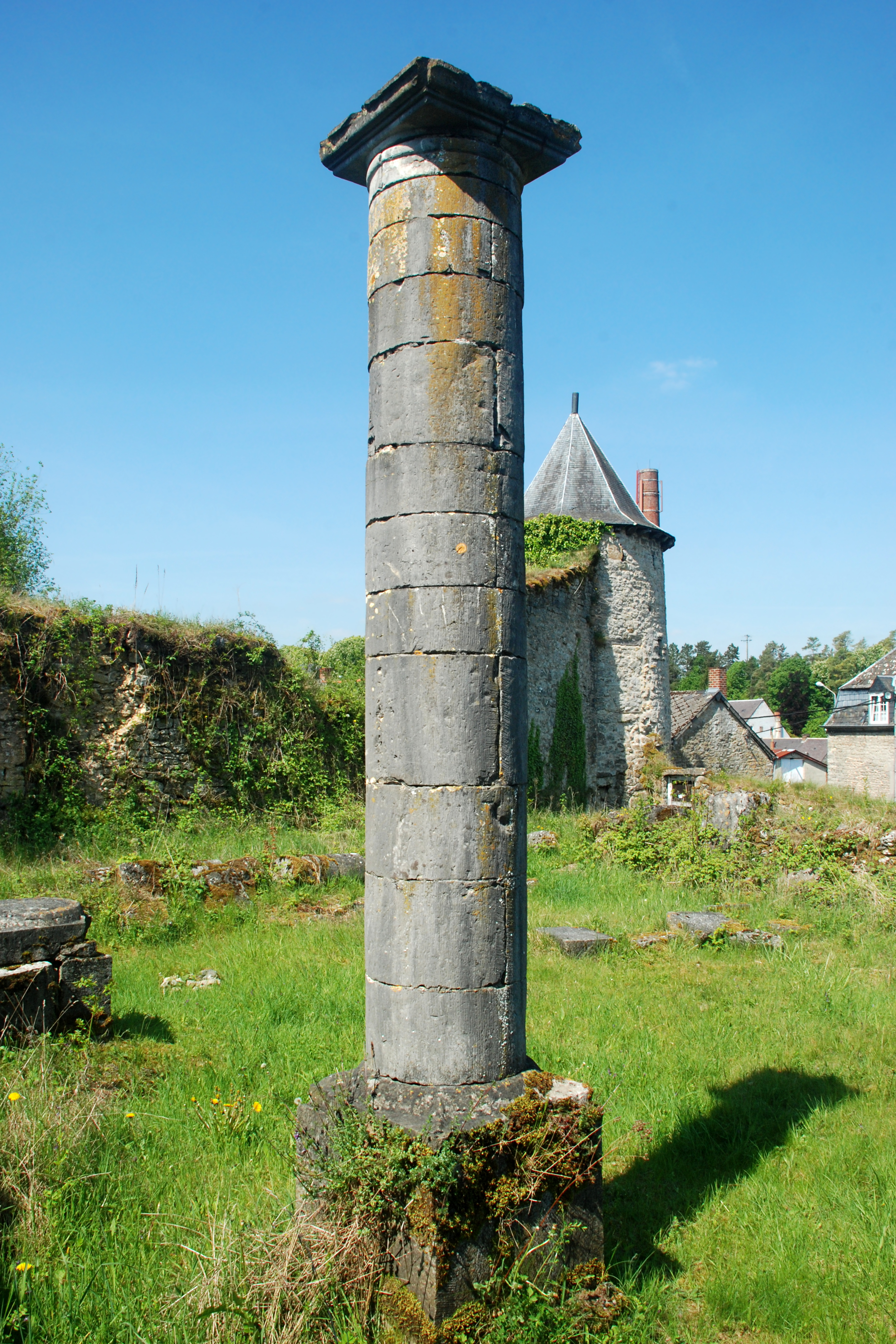
Colonne toscane.
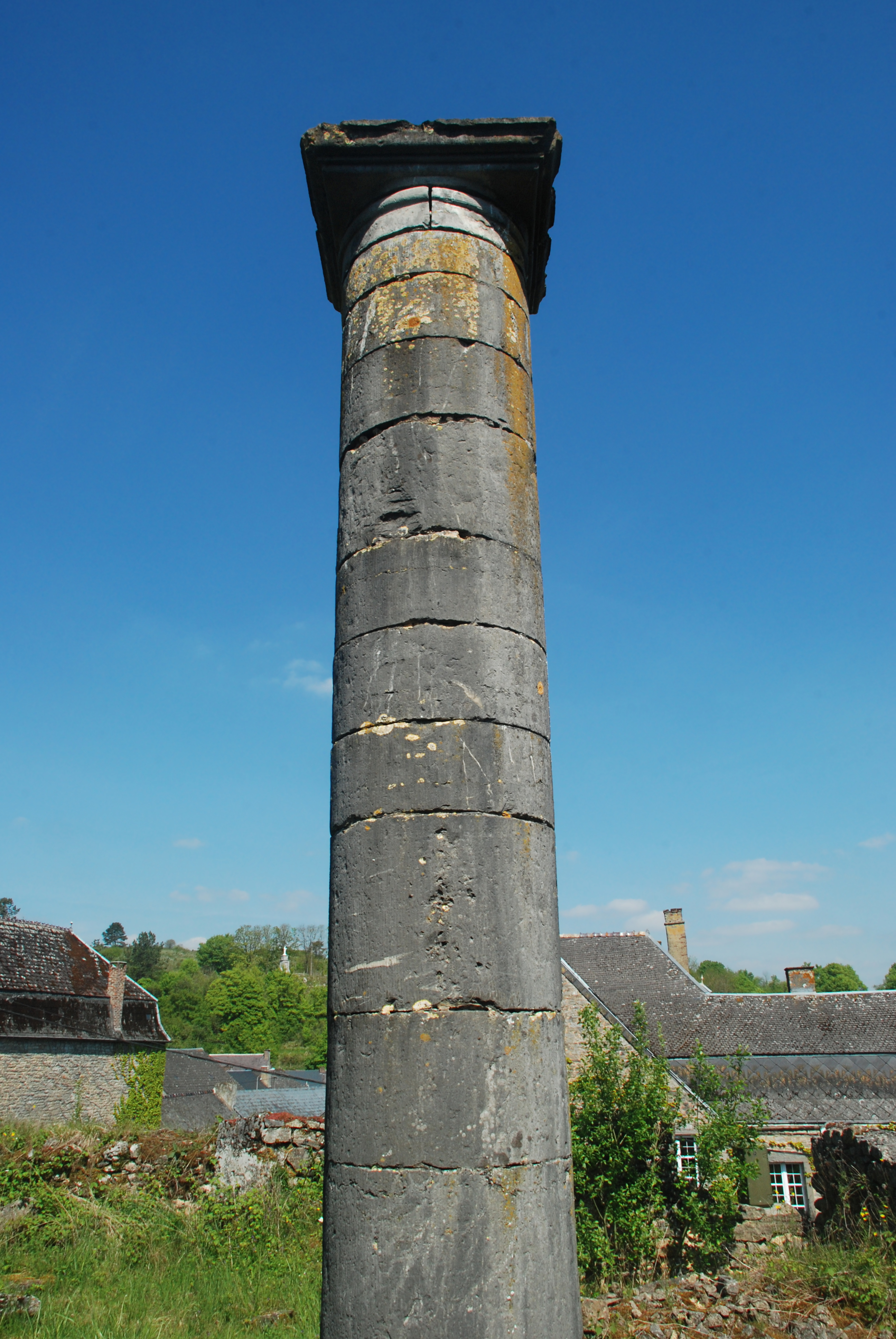
Colonne.

### Le cimetière fortifié
Les ruines de l'ancienne église sont entourées, au nord et à l'est, de celle de l'ancien cimetière.
Celui-ci est jonché de pierres éparses dont certaines sont ornées de motifs floraux ou végétaux.

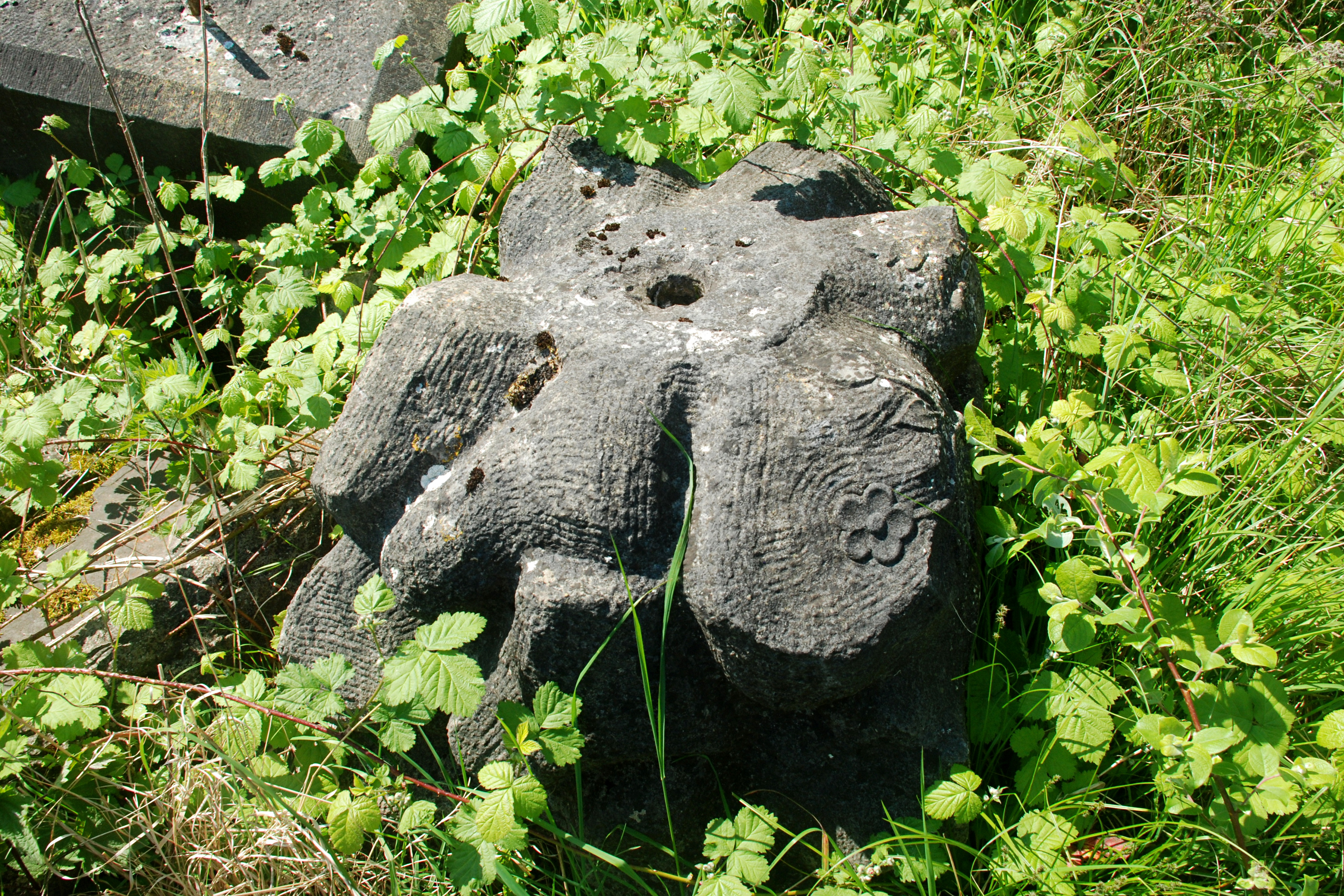
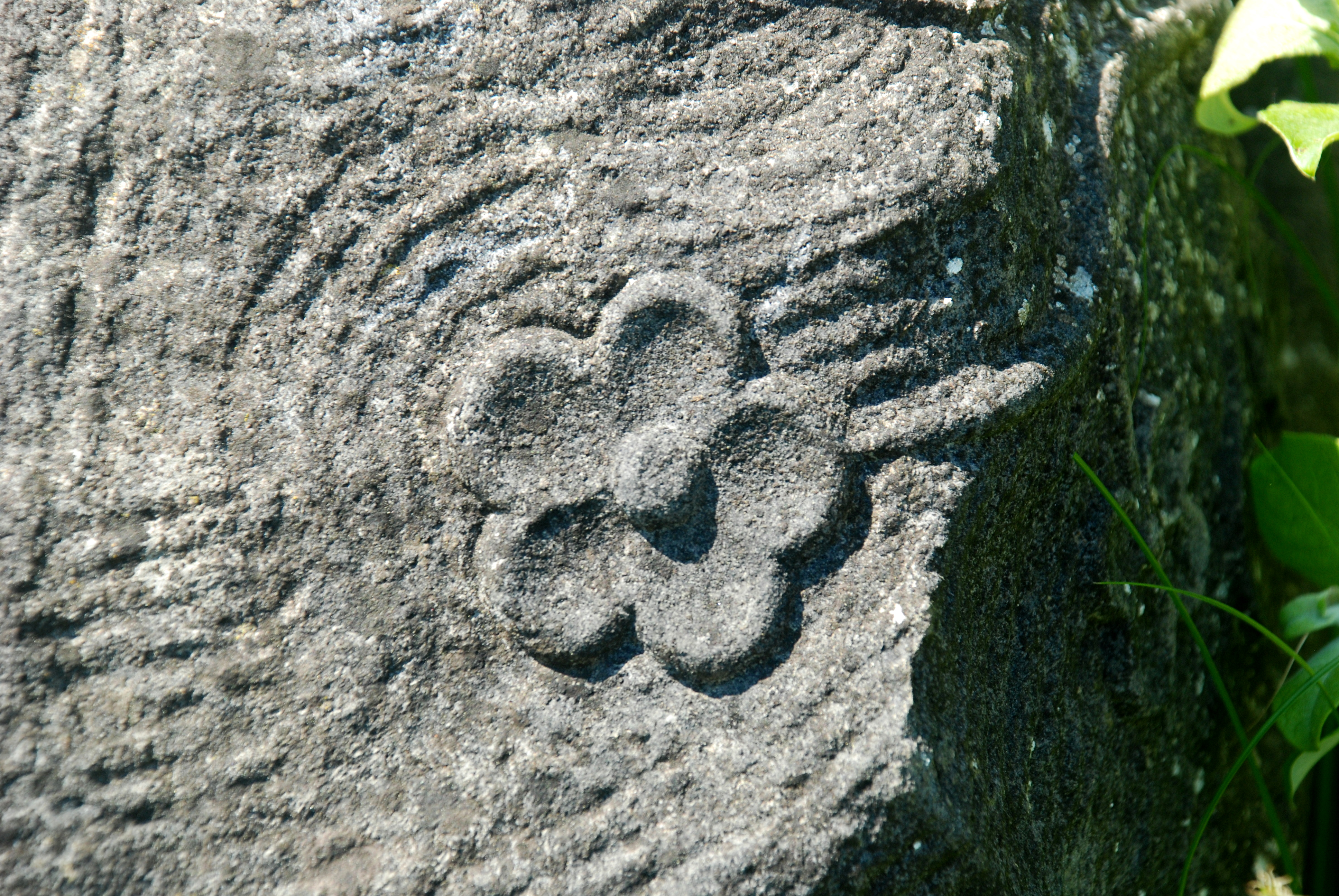
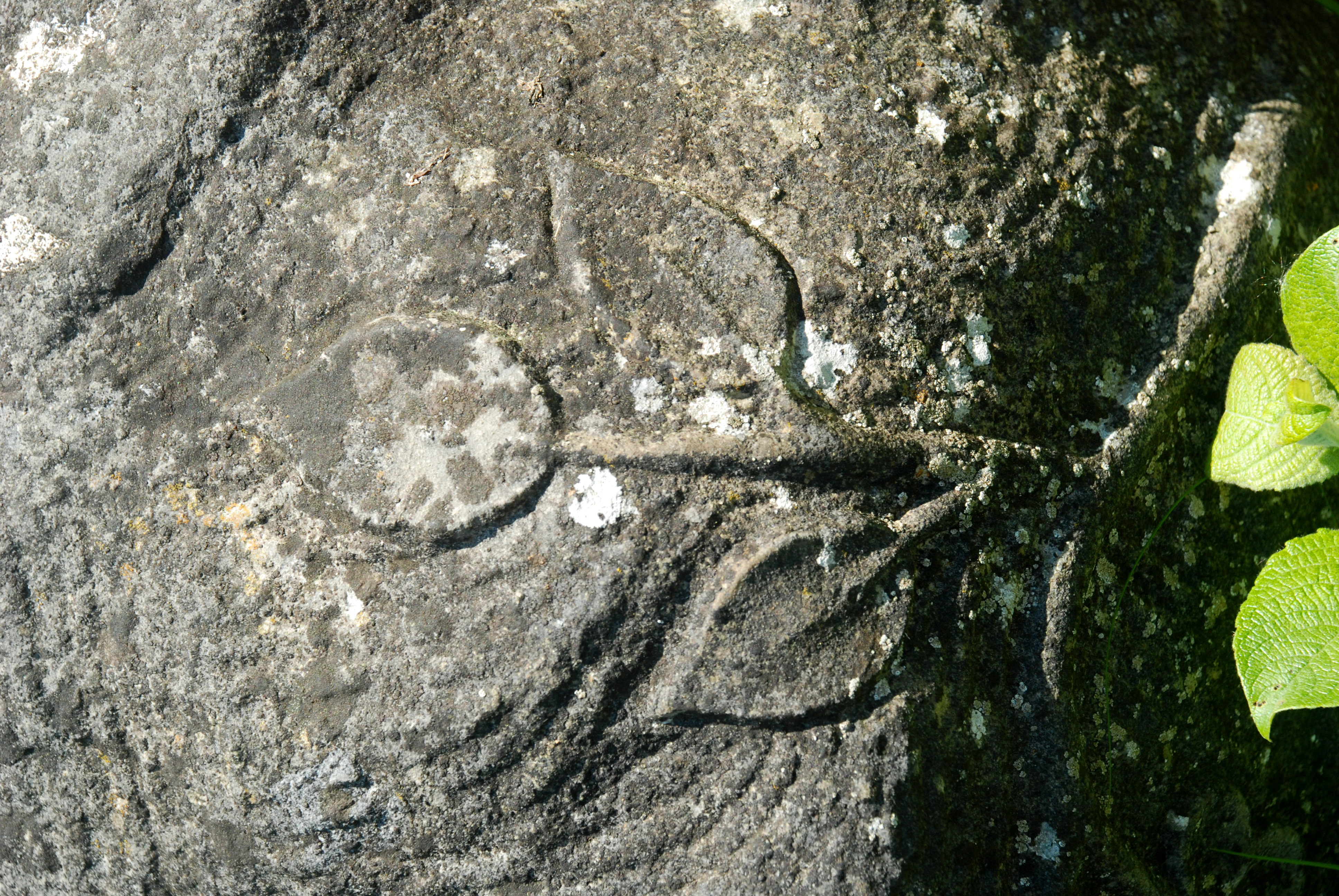